# Hemiblossia nigritarsis
Hemiblossia nigritarsis es una especie de arácnido  del orden Solifugae de la familia Daesiidae.

## Distribución geográfica
Se encuentra en Angola y Namibia.